# Daubitz

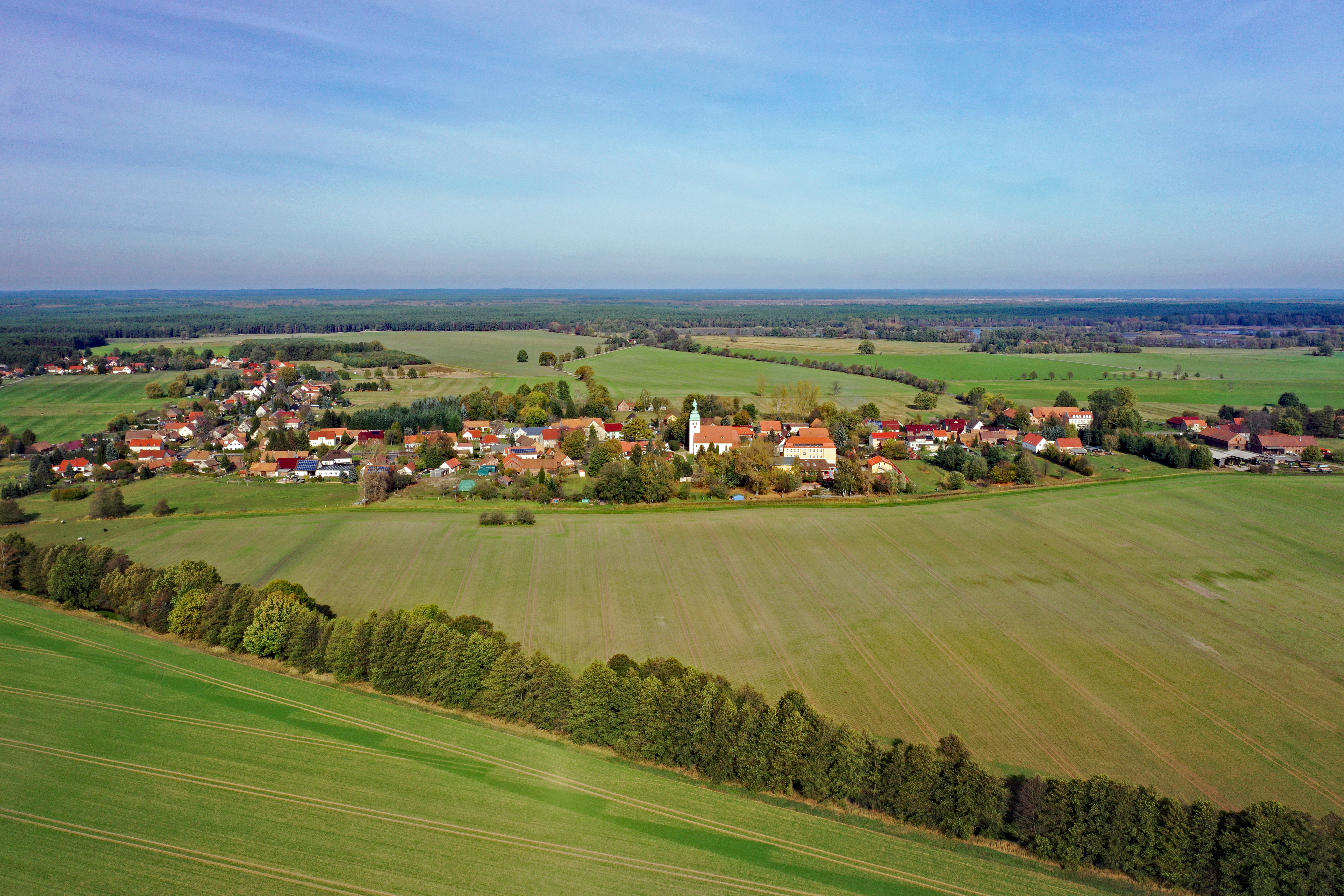
Luftbild 2019

Daubitz, obersorbisch Dubcⓘ, ist ein Ortsteil der sächsischen Gemeinde Rietschen im Landkreis Görlitz. Das Kirchdorf liegt im sorbischen Siedlungsgebiet in der Oberlausitz.

## Geographie
Daubitz liegt in einer moorigen Wald- und Teichlandschaft zwischen Weißwasser und Niesky östlich von Rietschen im Einzugsgebiet des Weißen Schöps. Dieser berührt zwar nur das Niederdorf, wird jedoch im weiteren Verlauf vom Daubitzer Dorfgraben und der nördlich von Daubitz verlaufenden Raklitza gespeist.
Die Bahnstrecke Berlin–Görlitz mit nächstem Bahnhof in Rietschen verläuft westlich von Daubitz. In geringer Entfernung verlaufen in Nord-Süd-Richtung westlich die Bundesstraße 115 und östlich die Staatsstraße 127. Durch Daubitz führt der Wolfsradweg, ein Radwanderweg, der den Spreeradweg bei Boxberg mit dem Oder-Neiße-Radweg bei Steinbach verbindet. Ebenfalls verläuft der Fernwanderweg Ostsee-Saaletalsperren (Ziegenrück–Barth) als Teil des Europäischen Fernwanderweges E10 durch Daubitz.
Neben dem eigentlichen Dorf gehören zu Daubitz die Siedlung Neu-Daubitz, die Häusergruppen Heidehäuser und Walddorf sowie die Streusiedlung Feldhäuser. Angrenzende Orte sind Rietschen und Neuhammer im Westen, Teicha im Südwesten und Quolsdorf (Gemeinde Hähnichen) im Süden. Im Osten trennt ein ausgedehntes Teichgebiet Daubitz von den Rothenburger Vororten Neusorge, Lodenau, Ungunst und Steinbach. Im Norden schließt sich der Truppenübungsplatz Oberlausitz an, in dessen Territorium der Ort Tränke lag.

## Geschichte

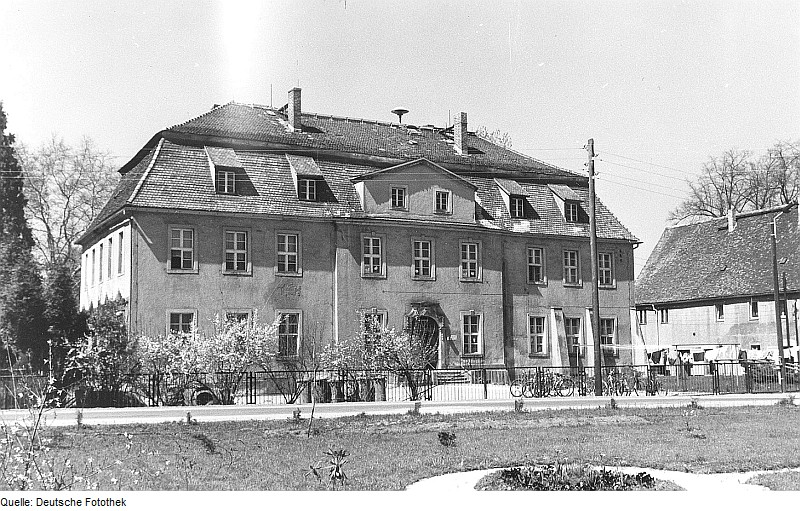
Daubitzer Schloss, 1986

Auf eine erste Erwähnung von Daubitz deutet die Eintragung in der Meißner Bistumsmatrikel von 1346 hin. Darin ist ein „Altare in Taup“ in der Praepositura Budissinensis (Propstei Bautzen) verzeichnet. Es folgt 1366 eine Eintragung im ältesten Görlitzer Stadtbuch (beginnend 1305).
Unter dem Namen Ducz wurde Daubitz im Jahr 1398 erwähnt.  Es ist ein Straßenangerdorf, das ursprünglich von Sorben angelegt und im 12. und 13. Jahrhundert von Deutschen Siedlern umgestaltet und erweitert wurde. Etwa in dieser Zeit entstand am westlichen Ende von Daubitz ein Rittergut mit Schloss und Mühle, das in den folgenden Jahrhunderten häufiger seinen Besitzer wechselte.
Bereits relativ früh existierte in Daubitz eine Schule. Sie ist für das Jahr 1589 belegt, was etwa zwei Jahrhunderte vor den Schulgründungen der meisten umliegenden Orte sowie der nördlich gelegenen Standesherrschaft Muskau liegt. Ihr Einzugsbereich erstreckte sich über das gesamte Kirchspiel.
Im Jahr 1766 regnete es zur Erntezeit so stark und anhaltend, dass die Flüsse und Teiche anschwollen und über die Ufer traten und letztlich das Dorf überschwemmten. Das Hochwasser hielt zwei Tage an, bevor es wieder sank.
Die bereits 1409 urkundlich erwähnte Kirche zu Daubitz wurde 1651 gegen eine Holzfachwerkkirche ersetzt, die 1714 einen Turm erhielt. Bis 1858 fanden in ihr sorbisch- und deutschsprachige Gottesdienste statt, danach wurde nur noch auf Deutsch gepredigt. Die überwiegend westlich gelegenen sorbischen Dörfer Altliebel, Berg, Mocholz, Nappatsch und Viereichen mit Zweibrücken wechselten daraufhin zum Reichwalder Kirchspiel, in dem weiterhin sorbische Gottesdienste abgehalten wurden. Im Daubitzer Kirchspiel verblieben die vornehmlich deutschen Dörfer Neuhammer, Rietschen, Teicha, Nieder Prauske, Werda, Walddorf und Tränke. Die baufällige Kirche wurde 1911 geschlossen und in den Jahren 1914 bis 1916 gegen die heutige steinerne St.-Georgs-Kirche ersetzt. Dabei wurde ihre Innenausstattung übernommen. Die künstlerische Ausgestaltung der Kirche übernahm der Breslauer Maler und Restaurator Joseph Langer. Zeitgleich wurde in Rietschen eine Tochterkirche gebaut. 1931 entstand eine eigene evangelische Kirchengemeinde Rietschen, die weiterhin pfarramtlich mit Daubitz verbunden war. Beim Kirchspiel Daubitz verblieben nur noch die Dörfer Neuhammer Teicha, Walddorf und das 1962 geräumte Dorf Tränke.
Als Folge des Wiener Kongresses musste das Königreich Sachsen 1815 weiträumige Landesteile, darunter den größeren Teil der Oberlausitz, an das Königreich Preußen abtreten. Nach einer Verwaltungsreform entstand 1816 der schlesische Landkreis Rothenburg (Ob. Laus.), dem das Kirchspiel Daubitz eingegliedert wurde. Nach dem Zweiten Weltkrieg erfolgte der Anschluss des westlich der Lausitzer Neiße liegenden Teils der Oberlausitz an das Land Sachsen. Im Rahmen der Verwaltungsreform von 1952 wurde Daubitz dem Kreis Weißwasser zugeteilt.
Am 15. März 1992 schlossen sich die Gemeinden Daubitz, Rietschen, Teicha und Viereichen zur jetzigen Gemeinde Rietschen zusammen.

### Bevölkerungsentwicklung
| Jahr | Einwohner |
| ---- | --------- |
| 1825 | 788       |
| 1871 | 1142      |
| 1885 | 1089      |
| 1905 | 1020      |
| 1910 | 1081      |
| 1925 | 1094      |
| 1939 | 988       |
| 1946 | 1304      |
| 1950 | 1298      |
| 1960 | 1107      |
| 1964 | 981       |
| 1970 | 959       |
| 1980 | 867       |
| 1985 | 787       |
| 1990 | 707       |
| 1996 | 631       |
| 2005 | 621       |
| 2008 | 550       |
| 2009 | 563       |

Daubitz hatte bereits zeitig eine vergleichsweise große Einwohnerzahl. Dies dürfte auf seine Funktion als Kirchdorf sowie die beachtliche Flur von über 2000 Hektar zurückzuführen sein. Aus dem Jahr 1777 sind 13 besessene Mann, 19 Gärtner und 50 Häusler überliefert.
Von 1825 bis 1871 stieg die Einwohnerzahl um etwa die Hälfte von 788 auf 1142 an. In der Folgezeit fiel diese Zahl bis vor dem Zweiten Weltkrieg um etwa 15 % auf 988. Durch Flüchtlinge und Vertriebene aus den ehemaligen deutschen Ostgebieten stieg die Einwohnerzahl nach dem Krieg auf über 1300 an, konnte in den folgenden Jahren jedoch nicht gehalten werden. Bereits 1964 lag sie wieder unter 1000 und 1990 nur noch bei 700. Knapp zwei Jahrzehnte später lag die Zahl bei 550.
Daubitz lag bereits in der zweiten Hälfte des 19. Jahrhunderts am äußeren östlichen Rand des sorbischen Sprachgebietes. Gemäß der Statistik von Arnošt Muka lebten hier 1885 nur noch 20 Sorben bei einer Gesamteinwohnerzahl von 1117.

### Ortsname
Der deutsche Name Daubitz leitet sich vom sorbischen Namen Dubc ab, der wiederum auf das slawische Wort dub ‘Eiche’ zurückgeht. Daubitz ist damit, ähnlich dem Hohendubrauer Gemeindeteil Dauban (Dubo), eine Siedlung, die bei Eichen entstand.

## Persönlichkeiten
Christoph Gabriel Fabricius (1684–1757) war seit 1740 Pfarrer in Daubitz. Von ihm stammen mehrere Kirchenschriften in deutscher und sorbischer Sprache.
Der Daubitzer Pfarrer Henner-Jürgen Havenstein (1931–2001) war 1989 Mitbegründer des Neuen Forums im Bezirk Cottbus. 1996 erhielt er den Verdienstorden der Bundesrepublik Deutschland.
Der Daubitzer Rittergutsbesitzer Friedrich Wilhelm Heinrich von Roeder war der erste Landrat des Landkreises Rothenburg (Ob. Laus.).
Erich Schulze (1949–2023) trat in der Wendezeit auf Bitten Henner-Jürgen Havensteins als Landratskandidat der CDU für den Landkreis Weißwasser an. Dieses Amt hatte er bis zur Auflösung des Landkreises 1994 inne und war danach bis 2001 Landrat des Niederschlesischen Oberlausitzkreises.

## Kultur und Sehenswürdigkeiten

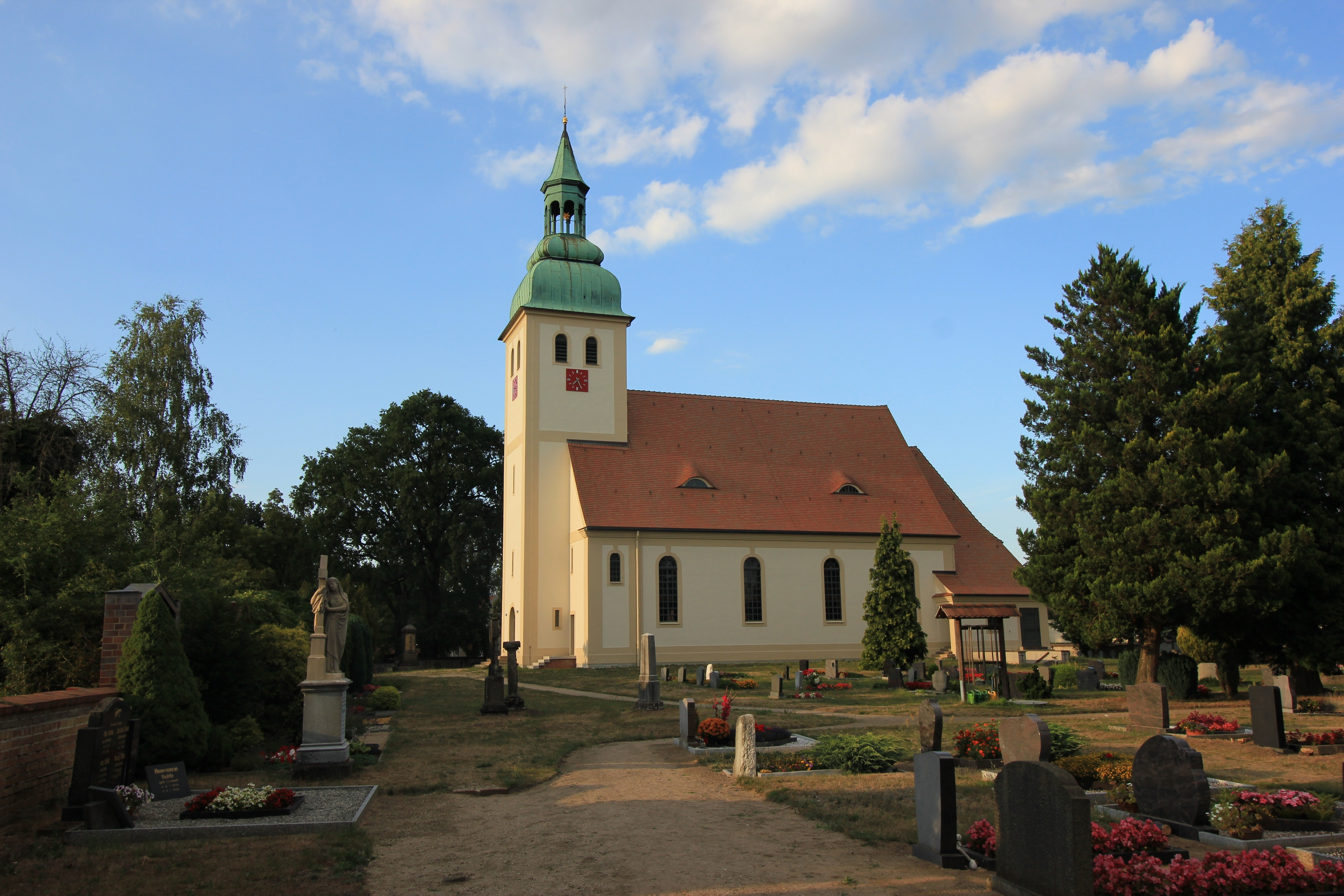
Evangelische St. Georgskirche

- Westernsiedlung Forest Village Ranch mit Bisongehege in Walddorf
- Kaiser-Wilhelm-Denkmal (Denkmal der Deutschen Einheit)
- rund 450 Jahre alte Hufeisenulme
- Wolfsstein

### Bauwerke
- Barockschloss, erbaut 1720
- Rittergutspark, zwischen 1875 und 1895 angelegt
- Gewandhaus, erbaut 1856
- Evangelische St. Georgskirche, erbaut 1914 bis 1916 anstelle der Vorgängerkirche, mit Fresken des schlesischen Malers Joseph Langer (1865–1918)

### Einrichtungen
- Evangelische Kindertagesstätte Daubitz
- Grundschule Daubitz
- Schulmuseum Daubitz

### Regelmäßige Veranstaltungen
- Sankt-Georgs-Fest im April
- Countryfest auf der Forest Village Ranch in Daubitz-Walddorf am letzten Juniwochenende
- Dankgottesdienst zum Tag der Deutschen Einheit